# سارة سميلانسكي
سارة سميلانسكي (بالإنجليزية: Sara Smilansky)‏ (العبرية: שרה סמילנסקי، 28 يناير 1922، القدس، إسرائيل - 5 ديسمبر 2006) كانت أستاذة في جامعة تل أبيب في إسرائيل، وكانت باحثة أولى في معهد هنريتا سزولد: المعهد الوطني للبحوث في العلوم السلوكية لمركز روث بريسلر للبحوث التربوية. كانت أستاذة زائرة للعديد من الجامعات المعروفة مثل جامعة ميريلاند، كوليدج بارك. ركزت بحثها على التدريب على اللعب وتأثيره على الأطفال.